# Kim Tae-Woo
Kim Tae-Woo (Gimje, Corea del Sur, 7 de marzo de 1962) es un deportista surcoreano retirado especialista en lucha libre olímpica donde llegó a ser medallista de bronce olímpico en Seúl 1988.

## Carrera deportiva
En los Juegos Olímpicos de 1988 celebrados en Seúl ganó la medalla de bronce en lucha libre olímpica de pesos de hasta 90 kg, tras el luchador soviético Makharbek Khadartsev (oro) y el japonés Akira Ota (plata).